# Eupsilia delicata
Eupsilia delicata là một loài bướm đêm trong họ Noctuidae.